# Pequeños paisajes de Barcelona

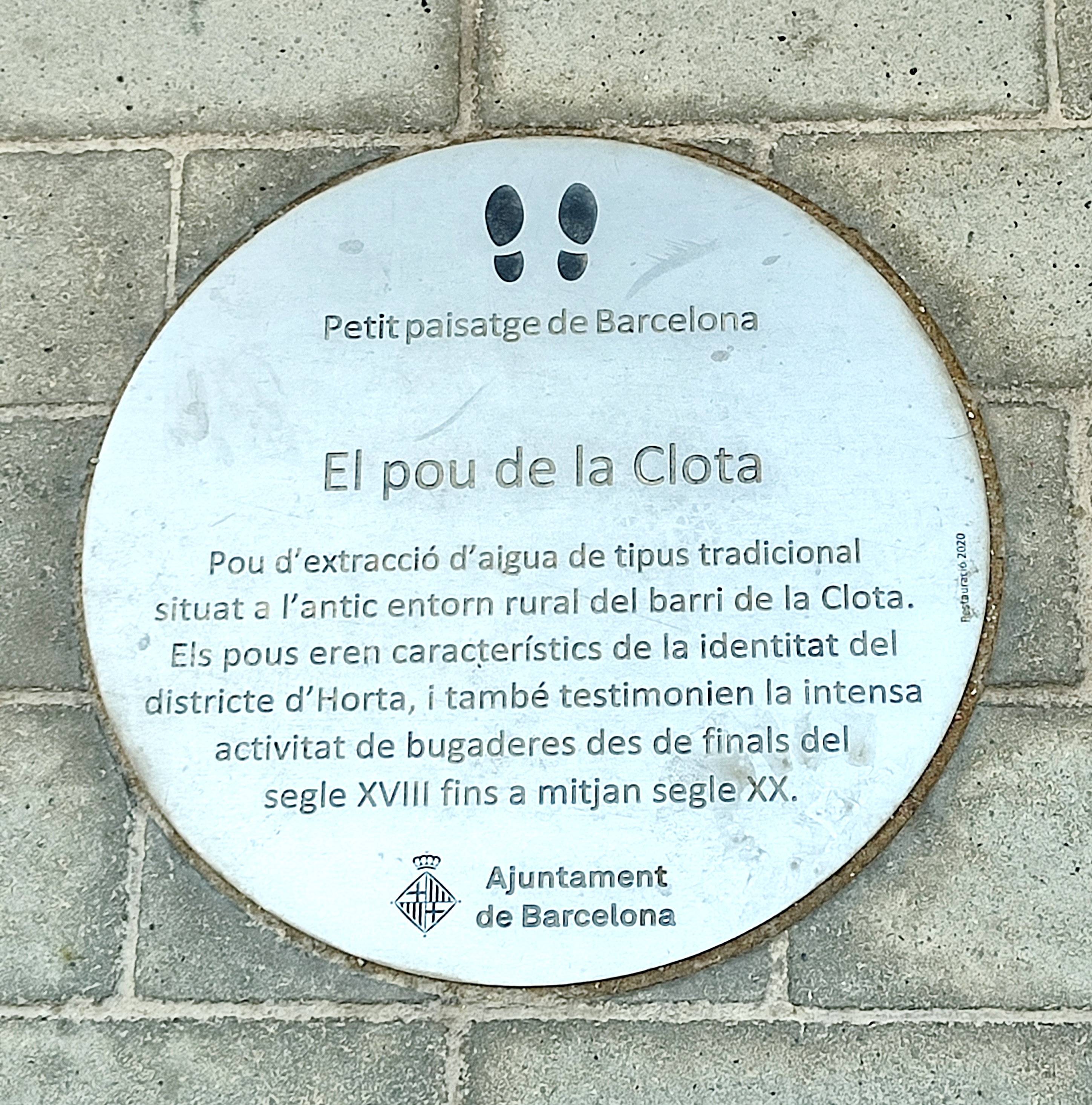
Ejemplo de placa de Pequeño paisaje de Barcelona: el pozo de la Clota

Pequeños paisajes de Barcelona (en catalán: Petits paisatges de Barcelona) es un inventario de elementos de interés paisajístico de la ciudad de Barcelona elaborado por el Instituto Municipal del Paisaje Urbano y la Calidad de Vida del Ayuntamiento de Barcelona.
Para su confección, el Instituto emprendió en 1996 una campaña a la que se sumaron El Periódico de Cataluña y la cadena municipal Barcelona Televisión. La empresa estatal Correos, con el patrocinio de la empresa Adidas, instaló en la ciudad cinco buzones especiales de recogida donde, entre 1997 y 1999, los barceloneses pudieron proponer los elementos que les gustaría ver inventariados. Se recibieron 200 propuestas, a las que un equipo de la Universidad de Barcelona, supervisado por el profesor Carles Carreras, añadió unas propuestas propias, que llegaron a 406, de las que un Consejo Asesor interdisciplinario, presidido por el rector Antoni Caparrós, seleccionó 101 elementos. La periodista Patricia Castan, de El Periódico de Cataluña, confeccionó unas fichas de cada elemento que Maria Favà, del diario Avui, continuó y publicó en el libro Pequeños paisajes de Barcelona.
El Ayuntamiento ha ido colocando placas de Pequeño paisaje de Barcelona en algunos de los elementos, hechas de acero e instaladas en el pavimento, para identificar rincones emblemáticos de la ciudad.